# كينجي تاكاهاشي (متسابق يخت)
كينجي تاكاهاشي (باليابانية: 高橋賢次) هو متسابق يخت ياباني، ولد في 21 أغسطس 1982.

## وصلات خارجية
- كينجي تاكاهاشي على موقع أوليمبيديا (الإنجليزية)